# Арна (Атырауская область)
Арна (каз. Арна, до 2007 г. — ММС) — село в Курмангазинском районе Атырауской области Казахстана. Входит в состав Кудряшовского сельского округа. Находится примерно в 97 км к северо-западу от села Курмангазы. Код КАТО — 234655300.

## Население
В 1999 году население села составляло 805 человек (399 мужчин и 406 женщин). По данным переписи 2009 года, в селе проживали 803 человека (383 мужчины и 420 женщин).